# Don Failla
Don Failla je americký autor a podnikatel v multi-level marketingu.

## Práce
Donn Failla podniká v síťovém marketingu a MLM od šedesátých let, spolu se svou manželko Nancy. Ve své organizaci má více než několik set tisíc lidí, někdy je uváděno 800 tisíc, ale také jen 200 tisíc. Od 90. let spolupracuje s americkou společností Life Plus International.
Mimo tvorby MLM podnikání je Don Failla také autorem několika knih na téma MLM. Jeho první knihy 10 Lessons on Napkins (česky 10 lekcí na ubrousku) se prodalo více než 4 milionů kusů a byla přeložena do 23 jazyků. Kniha The 45 Second Presentation that Will Change Your Life (česky 45 sekundová prezentace, která změní váš život) byla přeložena do 24 jazyků a prodalo se jí více téměř 4 milióny kopií.
Spolu s manželkou vlastní několik nemovitostí, které dále pronajímají.

## Knihy

### Seznam knih
- 1968: 10 Lessons on Napkins, ISBN 5818314278
- 1984: The 45 Second Presentation that Will Change Your Life, ISBN 9781935278368
- 1996: The Basics How to Build a Large Successful Multi-Level Marketing Organization, ISBN 096405020X
- 2006: The System: The 3 Steps to Building a Large, Successful Network Marketing Organization, ISBN 1936631016
- 2009: The System: And Other Tools for Rapid Success in Network Marketing, ISBN 9781933057316

### Seznam knih přeložených do češtiny
- 1994: Základy úspěšného vybudování multi-level marketingové organizace, 1994, Vydáno: Jiří Alman, Brno, Překlad: Jana a Jan Oščádalovi, Autor obálky: Václav Mekyska, ISBN 80-901780-0-6[6]